# NGC 6166C
NGC 6166C је елиптична галаксија у сазвежђу Херкул која се налази на NGC листи објеката дубоког неба.
Деклинација објекта је + 39° 34' 14" а ректасцензија 16h 28m 23,2s. Привидна величина (магнитуда) објекта NGC 6166 износи 14,5 а фотографска магнитуда 15,5. NGC 6166C је још познат и под ознакама MCG 7-34-48, PGC 58244.